# トルコの国章
トルコの国章（トルコのこくしょう）としてトルコ政府が正式に決定した紋章は存在しない。ただしトルコ政府は様々な場面で、イスラム教国で広く使われる三日月と星（トルコの国旗と同じもの）のエンブレムを使用している。その中にはシンプルに赤い三日月と星を組み合わせたものや、赤い楕円形の中に上向きの三日月と星をあしらったもの、トルコの国旗を円形にしたものなどがある。
オスマン帝国は1876年、オスマン帝国憲法の制定と同時に西洋の紋章学的記述に基づいた国章を定めているが、トルコ革命の結果1922年にオスマン帝国が倒されて以後、トルコには国の紋章（コート・オブ・アームズ）はなくなった。1925年に当時の教育省（Maarif Vekili, 現在のEğitim Bakanlığı）は国章選定のためのコンペティションを開催し、画家ナムク・イスマイル・ベイ（Namık İsmail Bey）の案が優勝した。この案は赤い盾の中に白でテュルクの民の象徴である狼（アセナを参照）を描き、その上方に白で上向きの三日月と星を配したものであった。しかしこの紋章が正式な国章として認可されることはなかった。

## ギャラリー

### 国章

トルコ外務省や、トルコの在外大使館で使用されているエンブレム[4]。縦長の楕円形の盾（エスカッシャン）は、オスマン帝国の国章の中央の盾にも共通する
他の準公的目的のためと同様に、全国のスポーツチームによってバッジとして使われる円形の紋章

### 大統領・首相・議会の紋章

トルコ共和国大統領の紋章。16の角がある大きな星、およびその周りを取り巻く16個の小さな星は、伝統的なトルコの16州を表す
トルコ共和国首相の紋章。首相職は2018年に廃止
トルコ大国民議会（国会）の紋章

### 提案された国章候補

1925年に選ばれた国章候補
1925年に選ばれた国章候補・盾の部分

### 過去の国章

オスマン帝国の国章